# Ноу-хау
Ноу-хау (на английски: know-how — знам как) е специфичното знание, необходимо за изпълнение на дадена задача.

## Същност
То се различава от другите видове знание по това, че може директно да бъде приложено за постигане на определен резултат. Известно е също така като „процедурно знание“ и понякога е по-важно за решаването на конкретна задача в практиката, отколкото другите видове знание. Например, в някои правни системи ноу-хау-то на компанията, което тя използва за производството на определен продукт, e нейна интелектуална собственост и като част от нейните активи може да бъде предмет на покупко-продажба. В България понякога в индустрията вместо ноу-хау се употребява „технология“. Търговският закон използва понятието „производствен опит“ (чл. 587, ал. 1 ТЗ). Все по-често обаче се срещат и различни указания „Как да...“, „Често задавани въпроси“, ръководства и др. подобни, които на практика също са ноу-хау.
Едно от предимствата на ноу хау-то пред теоретичните знания е, че то обикновено е обогатено с колективен или личен практически опит (на английски hands-on experience), индивидуален усет и способност за оценка на ограниченията пред намирането на определено решение. По този начин то може да се окаже по-важно от теорията.
Ноу-хау-то никога не е универсално знание, а е приложимо само към конкретна задача. Например, един компютърен експерт може да знае на теория как действа един алгоритъм, но да не знае ноу-хау-то за представянето му на някой рядко използван език за програмиране. Друг пример е закупуването на модерна машина с електронно управление без необходимите инструкции за ползване. Също и в готварството - не е достатъчно да се знае, че тараторът се прави от кисело мляко и краставици, а е необходимо да се спази и точната пропорция.
Освен това, ноу-хау-то се отличава с това, че:
- се пази в тайна: по това се различава от изобретенията или полезните модели, които след патентоването или регистрацията им се публикуват;
- е съществено за решаването на задачата, т.е. липсата на тази информация не може да бъде игнорирана;
- е обособено и описано[1].

## Договор за отстъпване на ноу-хау
Търговският закон регламентира договора за отстъпване на ноу-хау като лицензионен. За разлика обаче от останалите лицензионни договори, които имат за предмет права върху обекти на индустриалната собственост, договорът за ноу-хау има за предмет едно фактическо положение – знание, опит. Страната, която притежава ноу-хау, няма изключителни права върху него. Тя не може да спре друг, който самостоятелно достигне до това знание или опит, да го използва. С договора за отстъпване на ноу-хау се предоставят знания и опит, които са недостъпни за страната, която иска да ги усвои. Затова неточен е изказът в чл. 587 ТЗ, че се отстъпва „право“ върху производствен опит.
С договора за отстъпване на ноу-хау, едната страна се задължава да разкрие производствения опит, който притежава, на другата страна, която насреща се задължава да заплати възнаграждение.
Това е формален, двустранен и възмезден договор. Страната, на която се разкрива производственият опит, се задължава да го пази в тайна. А страната, която го предоставя, трябва в максимална степен да го разясни и опише, така че да се направи възможна експлоатацията му от нейния съконтрагент.